# Alex Morono
Alexander Quincy Morono (Houston, Texas, 16 de agosto de 1990) es un artista marcial mixto estadounidense que actualmente compite en la división de peso wélter de Ultimate Fighting Championship (UFC).

## Primeros años
Nació y creció en Houston, Texas, junto a tres hermanos. Sus padres le compraron una membresía para el gimnasio LA Boxing, donde comenzó a entrenar en 2007, y eventualmente notó una clase de jiu-jitsu en el local. Se apuntó a la clase y se enganchó al instante a esta disciplina. También tiene un récord profesional de kick boxing de 1-0. También citó The Matrix como inspiración para entrar en las MMA.
Ya tenía el apodo de "Baby Fedor" antes de recibir el apodo de "The Great White" tras una sesión de sparring.

## Carrera de artes marciales mixtas

### Inicios
En 2010 comenzó a competir en la serie amateur Legacy Fighting Championship, acumulando un récord de 3-0-1.
Más tarde ese mismo año, hizo su debut profesional en MMA, ganando por sumisión en el primer asalto.
El 4 de diciembre de 2015 ganó el Campeonato de Peso Wélter de Legacy Fighting Championship derrotando a Derrick Krantzb por sumisión en el primer asalto.

### Ultimate Fighting Championship

#### 2016
Morono debutó en UFC contra Kyle Noke el 2 de enero de 2016, en UFC 195. Ganó la pelea por decisión dividida.
Morono estaba programado para enfrentar a James Moontasri el 15 de octubre de 2016, en UFC Fight Night 97. Sin embargo, la promoción anunció el 6 de octubre que había cancelado el evento por completo. A su vez, el par fue rápidamente reprogramado y finalmente se llevó a cabo el 17 de diciembre de 2016, en UFC on Fox 22. Ganó la pelea por decisión unánime.

#### 2017
Morono estaba programado para enfrentar a Sheldon Westcott el 4 de febrero de 2017, en UFC Fight Night 104. Sin embargo, Westcott se retiró de la pelea a principios de enero y fue reemplazado por Niko Price. Perdió la pelea por KO en el segundo asalto; sin embargo, más tarde se anuló el resultado luego de que Price diera positivo por marihuana.
Morono enfrentó a Keita Nakamura el 23 de septiembre de 2017, en UFC Fight Night 117. Perdió la pelea por decisión dividida.

#### 2018
Morono enfrentó a Joshua Burkman el 18 de febrero de 2018, en UFC Fight Night 126. Ganó la pelea por sumisión en el primer asalto.
Morono enfrentó a Jordan Mein el 28 de julio de 2018, en UFC on Fox 30. Perdió la pelea por decisión unánime. Tras la derrota, decidió cambiar de campamento y se unió a Fortis MMA.
Morono enfrentó a Song Kenan el 24 de noviembre de 2018, en UFC Fight Night 141. Ganó la pelea por decisión unánime. Esta pelea lo hizo merecedor de su primer premio de Pelea de la Noche.

#### 2019
Morono enfrentó a Zak Ottow el 9 de marzo de 2019, en UFC Fight Night 146. Ganó la pelea por sumisión en el primer asalto.
Morono enfrentó a Max Griffin el 12 de octubre de 2019, en UFC Fight Night 161. Ganó la pelea por decisión unánime.

#### 2020
Morono estaba programado para enfrentar a Dhiego Lima el 8 de febrero de 2020, en UFC 247. Sin embargo, el 22 de enero de 2020, Lima se vio obligado a retirarse de la pelea debido a una lesión de cuello, y fue reemplazado por Khaos Williams.  Perdió la pelea por KO en el primer asalto.
Morono enfrentó a Rhys McKee el 14 de noviembre de 2020, en UFC Fight Night 182. Ganó la pelea por decisión unánime.
Como la primera pelea de su nuevo contrato de múltiples peleas, Morono enfrentó a Anthony Pettis el 19 de diciembre de 2020, en UFC Fight Night 183. Perdió la pelea por decisión unánime.

#### 2021
Morono enfrentó a Donald Cerrone el 8 de mayo de 2021, en UFC on ESPN 24. Ganó la pelea por TKO en el primer asalto. Esta victoria lo hizo merecedor de su primer premio de Actuación de la Noche.
Morono enfrentó a David Zawada el 4 de septiembre de 2021, en UFC Fight Night 191. Ganó la pelea por decisión unánime.
Morono enfrentó a Mickey Gall el 4 de diciembre de 2021, en UFC on ESPN 31. Ganó la pelea por decisión unánime.

#### 2022
Morono enfrentó a Matthew Semelsberger el 30 de julio de 2022, en UFC 277. Ganó la pelea por decisión unánime.
Morono enfrentó a Santiago Ponzinibbio el 10 de diciembre de 2022, en UFC 282, reemplazando a un lesionado Robbie Lawler. Perdió la pelea por TKO en el tercer asalto.

#### 2023
Morono enfrentó a Tim Means el 13 de mayo de 2023, en UFC on ABC 4. Ganó la pelea por sumisión en el segundo asalto.
Morono enfrentó a Joaquin Buckley el 7 de octubre de 2023, en UFC Fight Night 229. Perdió la pelea por decisión unánime.

#### 2024
Morono enfrentó a Court McGee el 6 de abril de 2023, en UFC Fight Night 242. Ganó la pelea por decisión unánime.
Morono enfrentó a Niko Price en una revancha el 1 de junio de 2024, en UFC 302. Perdió la pelea por decisión unánime.

## Vida personal
Él y su esposa Janice son copropietarios del gimnasio Gracie Barra The Woodlands.

## Campeonatos y logros
- Legacy Fighting Championship
  - Campeonato de Peso Wélter de la LFC (Una vez)[11]
- Ultimate Fighting Championship
  - Pelea de la Noche (Una vez) vs. Kenan Song[30]
  - Actuación de la Noche (Una vez) vs. Donald Cerrone[46]

## Récord en artes marciales mixtas
| Récord profesional | Récord profesional | Récord profesional |
| 35 peleas          | 24 victorias       | 11 derrota         |
| ------------------ | ------------------ | ------------------ |
| Nocaut             | 6                  | 4                  |
| Sumisión           | 7                  | 0                  |
| Decisión           | 10                 | 7                  |
| Descalificación    | 1                  | 0                  |
| Sin resultado      | 1                  | 1                  |

|  |  | Resultado     | Récord    | Oponente                | Método                           | Evento                                      | Fecha                    | Ronda | Tiempo | Localización                  | Notas |
|  |  | ------------- | --------- | ----------------------- | -------------------------------- | ------------------------------------------- | ------------------------ | ----- | ------ | ----------------------------- | --- |
|  |  | Derrota       | 24–10 (1) | Niko Price              | Decisión (unánime)               | UFC 302                                     | 1 de junio de 2024       | 3     | 5:00   | Newark, Nueva Jersey          | |
|  |  | Victoria      | 24–9 (1)  | Court McGee             | Decisión (unánime)               | UFC Fight Night: Allen vs. Curtis 2         | 6 de abril de 2024       | 3     | 5:00   | Las Vegas, Nevada             | |
|  |  | Derrota       | 23–9 (1)  | Joaquin Buckley         | Decisión (unánime)               | UFC Fight Night: Dawson vs. Green           | 7 de octubre de 2023     | 3     | 5:00   | Las Vegas, Nevada             | |
|  |  | Victoria      | 23–8 (1)  | Tim Means               | Sumisión (guillotine choke)      | UFC on ABC: Rozenstruik vs. Almeida         | 13 de mayo de 2023       | 2     | 2:09   | Charlotte, Carolina del Norte | |
|  |  | Derrota       | 22–8 (1)  | Santiago Ponzinibbio    | TKO (golpes)                     | UFC 282                                     | 10 de diciembre de 2022  | 3     | 2:29   | Las Vegas, Nevada             | Pelea en peso pactado (180 lbs).                                                                              |
|  |  | Victoria      | 22–7 (1)  | Matthew Semelsberger    | Decisión (unánime)               | UFC 277                                     | 30 de julio de 2022      | 3     | 5:00   | Dallas, Texas                 | |
|  |  | Victoria      | 21-7 (1)  | Mickey Gall             | Decisión (unánime)               | UFC on ESPN: Font vs. Aldo                  | 4 de diciembre de 2021   | 3     | 5:00   | Las Vegas, Nevada             | |
|  |  | Victoria      | 20-7 (1)  | David Zawada            | Decisión (unánime)               | UFC Fight Night: Brunson vs. Till           | 4 de septiembre de 2021  | 3     | 5:00   | Las Vegas, Nevada             | |
|  |  | Victoria      | 19-7 (1)  | Donald Cerrone          | TKO (golpes)                     | UFC on ESPN: Rodriguez vs. Waterson         | 8 de mayo de 2021        | 1     | 4:40   | Las Vegas, Nevada             | Actuación de la Noche.                                                                                        |
|  |  | Derrota       | 18-7 (1)  | Anthony Pettis          | Decisión (unánime)               | UFC Fight Night: Thompson vs. Neal          | 19 de diciembre de 2020  | 3     | 5:00   | Las Vegas, Nevada             | |
|  |  | Victoria      | 18-6 (1)  | Rhys McKee              | Decisión (unánime)               | UFC Fight Night: Felder vs. dos Anjos       | 14 de noviembre de 2020  | 3     | 5:00   | Las Vegas, Nevada             | |
|  |  | Derrota       | 17-6 (1)  | Khaos Williams          | KO (golpes)                      | UFC 247                                     | 8 de febrero de 2020     | 1     | 0:27   | Houston, Texas                | |
|  |  | Victoria      | 17-5 (1)  | Max Griffin             | Decisión (unánime)               | UFC Fight Night: Joanna vs. Waterson        | 12 de octubre de 2019    | 3     | 5:00   | Tampa, Florida                | |
|  |  | Victoria      | 16-5 (1)  | Zak Ottow               | TKO (sumisión a codazos)         | UFC Fight Night: Lewis vs. dos Santos       | 9 de marzo de 2019       | 1     | 3:34   | Wichita, Kansas               | |
|  |  | Victoria      | 15-5 (1)  | Song Kenan              | Decisión (unánime)               | UFC Fight Night: Blaydes vs. Ngannou 2      | 24 de noviembre de 2018  | 3     | 5:00   | Beijing                       | Pelea de la Noche.                                                                                            |
|  |  | Derrota       | 14-5 (1)  | Jordan Mein             | Decisión (unánime)               | UFC on Fox: Alvarez vs. Poirier 2           | 28 de julio de 2018      | 3     | 5:00   | Calgary, Alberta              | |
|  |  | Victoria      | 14-4 (1)  | Josh Burkman            | Sumisión (guillotine choke)      | UFC Fight Night: Cowboy vs. Medeiros        | 18 de febrero de 2018    | 1     | 2:12   | Austin, Texas                 | |
|  |  | Derrota       | 13-4 (1)  | Keita Nakamura          | Decisión (dividida)              | UFC Fight Night: Saint Preux vs. Okami      | 23 de septiembre de 2017 | 3     | 5:00   | Saitama                       | |
|  |  | Sin resultado | 13-3 (1)  | Niko Price              | Sin resultado                    | UFC Fight Night: Bermudez vs. Korean Zombie | 4 de febrero de 2017     | 2     | 5:00   | Houston, Texas                | Originalmente una victoria por KO (puñetazo) para Price; anulada después de que diera positivo por marihuana. |
|  |  | Victoria      | 13-3      | James Moontasri         | Decisión (unánime)               | UFC on Fox: VanZant vs. Waterson            | 17 de diciembre de 2016  | 3     | 5:00   | Sacramento, California        | |
|  |  | Victoria      | 12-3      | Kyle Noke               | Decisión (dividida)              | UFC 195                                     | 2 de enero de 2016       | 3     | 5:00   | Las Vegas, Nevada             | |
|  |  | Victoria      | 11-3      | Derrick Krantz          | Sumisión (guillotine choke)      | Legacy FC 49                                | 4 de diciembre de 2015   | 1     | 4:29   | Bossier City, Luisiana        | Ganó el Campeonato de Peso Wélter de la LFC.                                                                  |
|  |  | Victoria      | 10-3      | Valdir Araújo           | KO (puñetazo)                    | Legacy FC 44                                | 28 de agosto de 2015     | 3     | 2:18   | Houston, Texas                | Regreso a peso wélter.                                                                                        |
|  |  | Victoria      | 9-3       | Marcus Andrusia         | TKO (golpes y codazos)           | Legacy FC 42                                | 26 de junio de 2015      | 1     | 3:18   | Lake Charles, Luisiana        | Pelea en peso pactado (180 lbs).                                                                              |
|  |  | Victoria      | 8-3       | Rashid Abdullah         | Sumisión (triangle choke)        | Fury Fighting 4                             | 13 de febrero de 2015    | 1     | 1:36   | Humble, Texas                 | Pelea en peso pactado (175 lbs).                                                                              |
|  |  | Victoria      | 7-3       | Larry Hopkins           | TKO (golpes)                     | Fury Fighting 2                             | 24 de octubre de 2014    | 1     | 0:44   | Humble, Texas                 | Debut en peso medio.                                                                                          |
|  |  | Derrota       | 6-3       | Diego Henrique da Silva | TKO (golpes)                     | Legacy FC 31                                | 13 de junio de 2014      | 1     | 1:55   | Houston, Texas                | |
|  |  | Victoria      | 6-2       | Rashid Abdullah         | Descalificación (mordida ilegal) | Texas City Throwdown 1                      | 14 de marzo de 2014      | 3     | 0:10   | Texas City, Texas             | |
|  |  | Derrota       | 5-2       | Rob Wood                | Decisión (dividida)              | Fury Fighting 1                             | 1 de noviembre de 2013   | 3     | 5:00   | Humble, Texas                 | |
|  |  | Victoria      | 5-1       | Brandon Farran          | Sumisión (armbar)                | Legacy FC 18                                | 1 de marzo de 2013       | 1     | 1:16   | Houston, Texas                | |
|  |  | Victoria      | 4-1       | Rashon Lewis            | TKO (golpes)                     | Legacy FC 10                                | 21 de febrero de 2012    | 1     | 4:02   | Houston, Texas                | |
|  |  | Victoria      | 3-1       | Evert Gutiérrez         | Decisión (unánime)               | Legacy FC 8                                 | 16 de septiembre de 2011 | 3     | 3:00   | Houston, Texas                | |
|  |  | Derrota       | 2-1       | Jeff Rexroad            | Decisión (dividida)              | Legacy FC 6                                 | 9 de abril de 2011       | 3     | 3:00   | Houston, Texas                | |
|  |  | Victoria      | 2-0       | Mark Garcia             | Sumisión (armbar)                | Legacy FC 5                                 | 29 de enero de 2011      | 1     | 0:41   | Houston, Texas                | |
|  |  | Victoria      | 1-0       | Jose Castro             | Sumisión (armbar)                | Triple A: Promotions                        | 2 de diciembre de 2010   | 1     | 0:21   | Laredo, Texas                 | |